# ホセ・マヌエル・ベラスケス
ホセ・マヌエル・"セマ"・ベラスケス・ロドリゲス (José Manuel "Sema" Velázquez Rodríguez, 1990年9月8日 - )は、ベネズエラ・ ボリバル州シウダ・ボリバル出身のサッカー選手。ポルトガルのCDサンタ・クララ所属。ポジションはディフェンダー（センターバック）。ベネズエラ代表。

## クラブ歴
2007年にベネズエラ・プリメーラ・ディビシオンのACデポルティーボ・ララでプロデビュー。2008-09シーズンをデポルティーボ・アンソアテギSCでプレーした後、2009年夏にスペインのビジャレアルCFに移籍する。しかしBチームでも出場機会を得られず、2010-11シーズン途中にベネズエラに帰国。ACCDミネロス・デ・グアジャーナで2012年までプレーし、最終ラインを支えた。
同年7月7日、ギリシャのパナシナイコスFCと3年契約を結んだ。しかし出場機会を得られず、2014-15シーズンは再びミロネスでプレーした。
2015年夏、プリメイラ・リーガのFCアロウカと契約。2015-16シーズンは23試合に出場し3得点を決めるなどレギュラーを務め、クラブのリーグ5位に貢献した。
2017年7月21日、リーガMXのティブロネス・ロホス・デ・ベラクルスへ加入することが発表された。

## 代表歴
2008年にU-20代表に選出された後、翌年にはA代表に選出。2016年のコパ・アメリカ・センテナリオのグループリーグの対メキシコ戦では、コーナーキックからのセットプレーで、豪快なジャンピングボレーシュートで先制ゴールを決めた。

## タイトル
デポルティーボ・アンソアテギSC
- コパ・ベネズエラ: 2008

ACミネロス
- コパ・ベネズエラ: 2011